# Bastion Kleszczowy

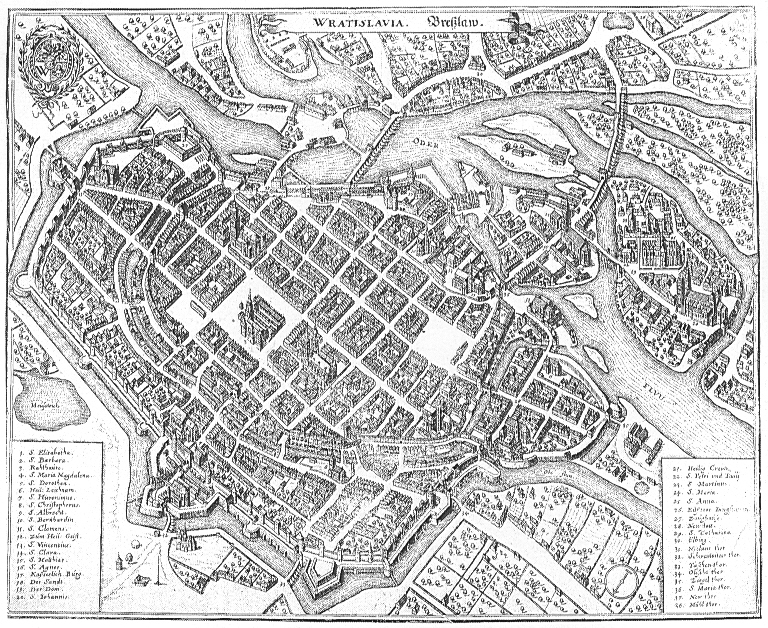
Fortyfikacje Wrocławia w II połowie XVII wieku; Bastion Kleszczowy przy ujściu fosy do Odry, blisko lewego górnego rogu rysunku

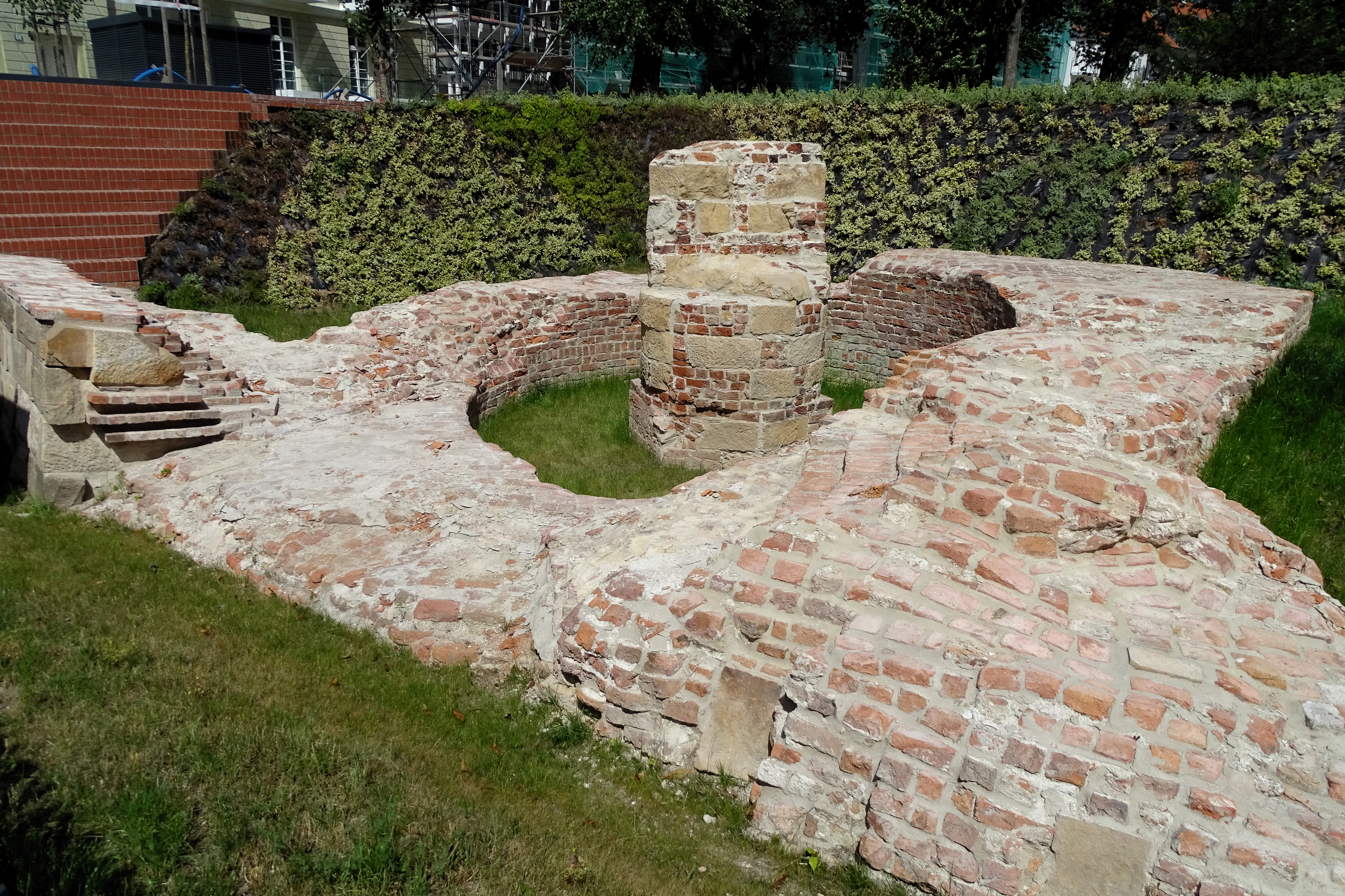
Pozostałości wieży Bastionu Kleszczowego we Wrocławiu

Bastion Kleszczowy, od XVIII w. znany jako Bastion Nożycowy – fragment dawnych fortyfikacji miasta Wrocławia, w północno-zachodnim ich narożniku.
Był to pierwszy bastion powstały we Wrocławiu, znany od 1544 r. Zabezpieczał odcinek murów miejskich od Odry do Bramy Mikołajskiej, a także arsenał miejski, który znajdował się na jego zapleczu. Zbudowany w systemie szkoły starowłoskiej z cegły i ziemi, w dolnych partiach jego ściany miały lico z obrobionych bloków kamiennych. Działobitnie znajdywały się w bocznych częściach bastionu. Swoją nazwę zawdzięczał zaprojektowaniu go w narysie kleszczy. Projektant tego dzieła nie jest znany. 
Po zajęciu Wrocławia przez wojska napoleońskie władze francuskie zarządziły likwidację wrocławskich fortyfikacji i w 1807 r. bastion rozebrano, a jego teren wszedł później w obręb rozbudowywanego Szpitala Wszystkich Świętych.